# کتیل بیورنشتاد
کتیل بیورنشتاد (انگلیسی: Ketil Bjørnstad؛ زادهٔ ۲۵ آوریل ۱۹۵۲) موسیقی‌دان، آهنگساز، پدیدآور اهل نروژ است.